# 2-Méthylundécane
Le 2-méthylundécane, aussi appelé isododécane, est un alcane supérieur ramifié de formule brute C12H26.

## Origine
Il s'agit d'un liquide volatil et inflammable d'origine pétrolière. Il est associé à des alcanes saturés, ramifiés, de formule générale CnH2n+2. Cette coupe dans la famille des isoparaffines correspond à des distillats ayant des points d'ébullition entre 175 °C et 185 °C.

## Utilisation
L'isododécane est utilisé par les industriels de la cosmétique pour les produits de beauté comme les mascaras et les fards à paupières résistants à l'eau, ainsi que dans les résines polyester.